# 1081
Il 1081 (MLXXXI in numeri romani) è un anno  dell'XI secolo.

## Eventi
- La cattedrale di Bamberga viene gravemente danneggiata da un incendio, sarà ricostruita da Otto von Bamberg.
- (ottobre) Roberto il Guiscardo, dopo aver ricevuto a Brindisi il deposto imperatore Michele VII Ducas, suo consuocero, parte per una spedizione contro Corfù.
- 18 ottobre - Battaglia di Durazzo tra le truppe di Roberto il Guiscardo e quelle del nuovo basileus Alessio I Comneno.
- Ruggero I Altavilla ottiene da papa Gregorio VII la fondazione della diocesi di Mileto.
- Re Enrico IV di Franconia conferma il feudo della Selva Palatina alla famiglia Orlandi.

## Nati
- 8 gennaio - Enrico V di Franconia, re († 1125)
- 1º dicembre - Luigi VI di Francia, re († 1137)
- Elisabetta di Vermandois, nobile francese († 1131)
- Berkyaruq, sovrano († 1105)

## Morti
- 3 aprile - Boleslao II di Polonia, re polacco (n. 1041)
- 18 ottobre - Costantino Ducas, imperatore e generale bizantino (n. 1060)
- 18 ottobre - Niceforo Melisseno, generale bizantino
- 10 dicembre - Niceforo III Botaniate, imperatore bizantino
- Abelardo d'Altavilla, nobile (n. 1044)
- Bernardo di Mentone, religioso italiano (n. 1020)
- Trahaearn ap Caradog, sovrano
- Manasse III di Rethel, nobile francese
- Pietro II di Trani, conte normanno
- Turgisio di Sanseverino, cavaliere medievale normanno
- Al-Muqtadir

## Calendario
| Calendario 1081 | Calendario 1081 | Calendario 1081 | Calendario 1081 | Calendario 1081 | Calendario 1081 | Calendario 1081 | Calendario 1081 | Calendario 1081 | Calendario 1081 | Calendario 1081 | Calendario 1081 | Calendario 1081 | Calendario 1081 | Calendario 1081 | Calendario 1081 | Calendario 1081 | Calendario 1081 | Calendario 1081 | Calendario 1081 | Calendario 1081 | Calendario 1081 | Calendario 1081 | Calendario 1081 | Calendario 1081 | Calendario 1081 | Calendario 1081 | Calendario 1081 | Calendario 1081 | Calendario 1081 | Calendario 1081 | Calendario 1081 | Calendario 1081 |
| --------------- | --------------- | --------------- | --------------- | --------------- | --------------- | --------------- | --------------- | --------------- | --------------- | --------------- | --------------- | --------------- | --------------- | --------------- | --------------- | --------------- | --------------- | --------------- | --------------- | --------------- | --------------- | --------------- | --------------- | --------------- | --------------- | --------------- | --------------- | --------------- | --------------- | --------------- | --------------- | --------------- |
|                 | 1               | 2               | 3               | 4               | 5               | 6               | 7               | 8               | 9               | 10              | 11              | 12              | 13              | 14              | 15              | 16              | 17              | 18              | 19              | 20              | 21              | 22              | 23              | 24              | 25              | 26              | 27              | 28              | 29              | 30              | 31              |                 |
| Gennaio         | Ve              | Sa              | Do              | Lu              | Ma              | Me              | Gi              | Ve              | Sa              | Do              | Lu              | Ma              | Me              | Gi              | Ve              | Sa              | Do              | Lu              | Ma              | Me              | Gi              | Ve              | Sa              | Do              | Lu              | Ma              | Me              | Gi              | Ve              | Sa              | Do              |                 |
| Febbraio        | Lu              | Ma              | Me              | Gi              | Ve              | Sa              | Do              | Lu              | Ma              | Me              | Gi              | Ve              | Sa              | Do              | Lu              | Ma              | Me              | Gi              | Ve              | Sa              | Do              | Lu              | Ma              | Me              | Gi              | Ve              | Sa              | Do              |                 |                 |                 |                 |
| Marzo           | Lu              | Ma              | Me              | Gi              | Ve              | Sa              | Do              | Lu              | Ma              | Me              | Gi              | Ve              | Sa              | Do              | Lu              | Ma              | Me              | Gi              | Ve              | Sa              | Do              | Lu              | Ma              | Me              | Gi              | Ve              | Sa              | Do              | Lu              | Ma              | Me              |                 |
| Aprile          | Gi              | Ve              | Sa              | Do              | Lu              | Ma              | Me              | Gi              | Ve              | Sa              | Do              | Lu              | Ma              | Me              | Gi              | Ve              | Sa              | Do              | Lu              | Ma              | Me              | Gi              | Ve              | Sa              | Do              | Lu              | Ma              | Me              | Gi              | Ve              |                 |                 |
| Maggio          | Sa              | Do              | Lu              | Ma              | Me              | Gi              | Ve              | Sa              | Do              | Lu              | Ma              | Me              | Gi              | Ve              | Sa              | Do              | Lu              | Ma              | Me              | Gi              | Ve              | Sa              | Do              | Lu              | Ma              | Me              | Gi              | Ve              | Sa              | Do              | Lu              |                 |
| Giugno          | Ma              | Me              | Gi              | Ve              | Sa              | Do              | Lu              | Ma              | Me              | Gi              | Ve              | Sa              | Do              | Lu              | Ma              | Me              | Gi              | Ve              | Sa              | Do              | Lu              | Ma              | Me              | Gi              | Ve              | Sa              | Do              | Lu              | Ma              | Me              |                 |                 |
| Luglio          | Gi              | Ve              | Sa              | Do              | Lu              | Ma              | Me              | Gi              | Ve              | Sa              | Do              | Lu              | Ma              | Me              | Gi              | Ve              | Sa              | Do              | Lu              | Ma              | Me              | Gi              | Ve              | Sa              | Do              | Lu              | Ma              | Me              | Gi              | Ve              | Sa              |                 |
| Agosto          | Do              | Lu              | Ma              | Me              | Gi              | Ve              | Sa              | Do              | Lu              | Ma              | Me              | Gi              | Ve              | Sa              | Do              | Lu              | Ma              | Me              | Gi              | Ve              | Sa              | Do              | Lu              | Ma              | Me              | Gi              | Ve              | Sa              | Do              | Lu              | Ma              |                 |
| Settembre       | Me              | Gi              | Ve              | Sa              | Do              | Lu              | Ma              | Me              | Gi              | Ve              | Sa              | Do              | Lu              | Ma              | Me              | Gi              | Ve              | Sa              | Do              | Lu              | Ma              | Me              | Gi              | Ve              | Sa              | Do              | Lu              | Ma              | Me              | Gi              |                 |                 |
| Ottobre         | Ve              | Sa              | Do              | Lu              | Ma              | Me              | Gi              | Ve              | Sa              | Do              | Lu              | Ma              | Me              | Gi              | Ve              | Sa              | Do              | Lu              | Ma              | Me              | Gi              | Ve              | Sa              | Do              | Lu              | Ma              | Me              | Gi              | Ve              | Sa              | Do              |                 |
| Novembre        | Lu              | Ma              | Me              | Gi              | Ve              | Sa              | Do              | Lu              | Ma              | Me              | Gi              | Ve              | Sa              | Do              | Lu              | Ma              | Me              | Gi              | Ve              | Sa              | Do              | Lu              | Ma              | Me              | Gi              | Ve              | Sa              | Do              | Lu              | Ma              |                 |                 |
| Dicembre        | Me              | Gi              | Ve              | Sa              | Do              | Lu              | Ma              | Me              | Gi              | Ve              | Sa              | Do              | Lu              | Ma              | Me              | Gi              | Ve              | Sa              | Do              | Lu              | Ma              | Me              | Gi              | Ve              | Sa              | Do              | Lu              | Ma              | Me              | Gi              | Ve              |                 |